# Krummfußmoos
Das Krummfußmoos (Plagiopus oederianus, Syn.: Plagiopus oederi) ist ein akrokarpes (gipfelfrüchtiges) Moos, das dunkelgrüne bis olivgrüne Rasen bildet.

## Merkmale
Es hat 3–10 cm lange Stängel mit braunem Wurzelfilz im unteren Bereich. Mit dem Mikroskop ist erkennbar, dass diese Rhizoide warzig sind. Seine Blätter haben eine deutliche, bis in die Blattspitze reichende Rippe und im oberen Blattviertel einen gesägten Rand. Die Blätter sind ca. 3–5 mm lang. Besonders auffällig ist die runde strohgelbe bis gelbbraune Kapsel, welche auf einem 1–2,5 cm langen Stiel am Ende eines Stängels steht.

## Verbreitung und Vorkommen
Das Krummfußmoos ist in den gemäßigten Breiten der Nordhalbkugel beheimatet, findet sich aber auch in Bolivien und Neuseeland. Sein Hauptverbreitungsgebiet liegt zwischen 500 und 2500 m. Es benötigt schattige Standorte sowie eher kalkhaltigen Boden. Es ist daher oft an Kalk- und Dolomitfelsen anzutreffen und besiedelt dort die eher trockenen Bereiche; allerdings ist es ebenso in leicht bodensauren Bereichen der alpinen Zwergstrauchheide anzutreffen.

## Nachweise
1. 1 2  Jan-Peter Frahm, Wolfgang Frey: Moosflora (= UTB. 1250). 4., neubearbeitete und erweiterte Auflage. Ulmer, Stuttgart 2004, ISBN 3-8252-1250-5.
2. ↑  Wolfgang Frey, Michael Stech, Eberhard Fischer: Bryophytes and Seedless Vascular Plants (= Syllabus of Plant Families. 3). 13th edition. Borntraeger, Berlin u. a. 2009, ISBN 978-3-443-01063-8, S. 189.